# Ligaria chopardi
Ligaria chopardi är en bönsyrseart som beskrevs av Giglio-tos 1915. Ligaria chopardi ingår i släktet Ligaria och familjen Mantidae. Inga underarter finns listade i Catalogue of Life.